# Planomyia browni
Planomyia browni är en tvåvingeart som beskrevs av Aldrich 1934. Planomyia browni ingår i släktet Planomyia och familjen parasitflugor. Inga underarter finns listade i Catalogue of Life.